# Justin Lonwijk
Justin Antonius Lonwijk (Tilburg, 21 december 1999) is een Nederlands voetballer die doorgaans als middenvelder speelt. Sinds 2022 staat hij onder contract bij FC Dynamo Kiev, dat hem van januari tot juni 2024 verhuurde aan Fortuna Sittard waarna hij naar het Deense Viborg FF vertrok.
Lonwijk is de oudere broer van voetballer Nigel Lonwijk.

## Carrière
Lonwijk speelde in de jeugd van Willem II en PSV. Hij maakte op 13 januari 2017 zijn debuut voor Jong PSV, in een wedstrijd in de Eerste divisie uit tegen FC Den Bosch. Het werd die dag 0–0. Hij kwam in de 74e minuut in het veld voor Philippe Rommens. Lonwijk maakte op 13 maart 2017 zijn eerste doelpunt, in een met 0–5 gewonnen competitiewedstrijd uit tegen FC Eindhoven. Hij speelde uiteindelijk drie seizoenen in Jong PSV, waarvoor hij zes keer scoorde. Een debuut in het eerste elftal bleef uit.
Lonwijk verruilde PSV in juli 2019 transfervrij voor FC Utrecht. Hier tekende hij een contract tot medio 2022. FC Utrecht-coach John van den Brom liet Lonwijk meteen in de basis beginnen in twee wedstrijden in de voorronden van de Europa League, tegen Zrinjski Mostar. Zijn debuut in de Eredivisie volgde op 4 augustus 2019. Hij kreeg toen een basisplaats in een met 2–4 gewonnen wedstrijd uit bij ADO Den Haag.
Lonwijk verruilde FC Utrecht in januari 2021 op huurbasis voor Viborg FF. De club heeft ook een optie tot koop. Op 1 juni 2021 werd bekend gemaakt dat ze van deze koopoptie gebruik hebben gemaakt. Hij tekende in Denemarken een contract tot 2024, maar in september 2022 vertrok hij naar FC Dynamo Kiev. In juli 2023 werd de middenvelder voor een seizoen verhuurd aan RSC Anderlecht dat een aankoopoptie bedong. Echter werd het geen succes en vertrok hij in januari 2024 naar Fortuna Sittard dat hem voor de rest van het seizoen huurde. Het seizoen daarna werd hij verhuurd aan zijn oude club Viborg FF.

## Clubstatistieken
| Seizoen     | Club              | Competitie      | Competitie | Competitie | Competitie | Beker | Beker | Beker | Internationaal | Internationaal | Internationaal | Totaal | Totaal | Totaal |
| Seizoen     | Club              | Competitie      | Wed.       | Dlp.       | Ass.       | Wed.  | Dlp.  | Ass.  | Wed.           | Dlp.           | Ass.           | Wed.   | Dlp.   | Ass.   |
| ----------- | ----------------- | --------------- | ---------- | ---------- | ---------- | ----- | ----- | ----- | -------------- | -------------- | -------------- | ------ | ------ | ------ |
| 2016/17     | Jong PSV          | Eerste divisie  | 8          | 2          | 1          | —     | —     | —     | —              | —              | —              | 8      | 2      | 1      |
| 2017/18     | Jong PSV          | Eerste divisie  | 7          | 1          | 0          | —     | —     | —     | —              | —              | —              | 7      | 1      | 0      |
| 2018/19     | Jong PSV          | Eerste divisie  | 18         | 3          | 3          | —     | —     | —     | —              | —              | —              | 18     | 3      | 3      |
| Club Totaal | Club Totaal       | Club Totaal     | 33         | 6          | 4          | 0     | 0     | 0     | 0              | 0              | 0              | 33     | 6      | 4      |
| 2019/20     | Jong FC Utrecht   | Eerste divisie  | 11         | 3          | 2          | —     | —     | —     | —              | —              | —              | 11     | 3      | 2      |
| 2020/21     | Jong FC Utrecht   | Eerste divisie  | 12         | 1          | 3          | —     | —     | —     | —              | —              | —              | 12     | 1      | 3      |
| Club Totaal | Club Totaal       | Club Totaal     | 23         | 4          | 5          | 0     | 0     | 0     | 0              | 0              | 0              | 23     | 4      | 5      |
| 2019/20     | FC Utrecht        | Eredivisie      | 1          | 0          | 0          | 0     | 0     | 0     | 2              | 0              | 0              | 3      | 0      | 0      |
| Club Totaal | Club Totaal       | Club Totaal     | 1          | 0          | 0          | 0     | 0     | 0     | 2              | 0              | 0              | 3      | 0      | 0      |
| 2020/21     | → Viborg FF       | 1.Division      | 15         | 3          | 2          | 0     | 0     | 0     | —              | —              | —              | 15     | 3      | 2      |
| 2021/22     | Viborg FF         | Superligaen     | 29         | 3          | 3          | 1     | 0     | 0     | —              | —              | —              | 30     | 3      | 3      |
| 2022/23     | Viborg FF         | Superligaen     | 9          | 2          | 1          | 0     | 0     | 0     | 6              | 0              | 1              | 15     | 2      | 2      |
| Club Totaal | Club Totaal       | Club Totaal     | 53         | 8          | 6          | 1     | 0     | 0     | 6              | 0              | 1              | 60     | 8      | 7      |
| 2022/23     | Dynamo Kiev       | Premjer Liha    | 18         | 1          | 1          | 0     | 0     | 0     | —              | —              | —              | 18     | 1      | 1      |
| Club Totaal | Club Totaal       | Club Totaal     | 18         | 1          | 1          | 0     | 0     | 0     | 0              | 0              | 0              | 18     | 1      | 1      |
| 2023/24     | → RSC Anderlecht  | Eerste klasse A | 3          | 0          | 0          | 0     | 0     | 0     | —              | —              | —              | 3      | 0      | 0      |
| Club Totaal | Club Totaal       | Club Totaal     | 3          | 0          | 0          | 0     | 0     | 0     | 0              | 0              | 0              | 3      | 0      | 0      |
| 2023/24     | → Fortuna Sittard | Eredivisie      | 15         | 3          | 3          | 1     | 0     | 0     | —              | —              | —              | 16     | 3      | 3      |
| Club Totaal | Club Totaal       | Club Totaal     | 15         | 3          | 3          | 1     | 0     | 0     | 0              | 0              | 0              | 16     | 3      | 3      |
| 2024/25     | Dynamo Kiev       | Premjer Liha    | 2          | 0          | 0          | 0     | 0     | 0     | 4              | 0              | 0              | 6      | 0      | 0      |
| Club Totaal | Club Totaal       | Club Totaal     | 20         | 1          | 1          | 0     | 0     | 0     | 4              | 0              | 0              | 24     | 1      | 1      |
| 2024/25     | → Viborg FF       | Superligaen     | 20         | 1          | 1          | 6     | 0     | 0     | —              | —              | —              | 26     | 1      | 1      |
| Club Totaal | Club Totaal       | Club Totaal     | 73         | 9          | 7          | 7     | 0     | 0     | 6              | 0              | 1              | 86     | 9      | 8      |
| 2025/26     | → Fortuna Sittard | Eredivisie      | 0          | 0          | 0          | 0     | 0     | 0     | —              | —              | —              | 0      | 0      | 0      |
| Club Totaal | Club Totaal       | Club Totaal     | 15         | 3          | 3          | 1     | 0     | 0     | 0              | 0              | 0              | 16     | 3      | 3      |
| Totaal      | Totaal            | Totaal          | 168        | 23         | 20         | 8     | 0     | 0     | 12             | 0              | 1              | 188    | 23     | 21     |

Bijgewerkt t/m 17 maart 2024.

## Interlandcarrière
Lonwijk maakte deel uit van verschillende Nederlandse nationale jeugdselecties. Hij nam met Nederland -19 deel aan het EK -19 van 2017.

### Suriname
Op 12 maart 2024 werd bekend dat Justin Lonwijk opgeroepen werd voor het Surinaams voetbalelftal. Op 24 maart maakte hij zijn debuut in de basis tegen het voetbalelftal van Martinique en scoorde in die wedstrijd de 1-1.
1 Koopmans ·
4 Adewoye ·
6 Van Ottele ·
7 Peterson ·
8 Dahlhaus ·
9 Sierhuis ·
10 Halilović ·
11 Aïko ·
12 Pinto  ·
17 Lonwijk ·
18 Limnios ·
19 Gladon ·
20 Michut ·
21 Kerkez ·
22 Bastien ·
23 Brittijn ·
24 Sinkgraven ·
25 Martens ·
26 Mendes ·
28 Hubner ·
31 Branderhorst ·
36 Korkmazyürek ·
37 Bisschops ·
38 Schenkhuizen ·
43 Broekmans ·
44 Márquez ·
45 Johnson ·
46 Gbemou ·
52 Ihattaren ·
71 Bayram ·
77 Tunjić ·
80 Fosso ·
85 Embaló ·
Coach: Buijs
· Assistent-trainer: Boessen
· Keeperstrainer: Van Duin